# Marvel: The End
Marvel: Конец — серия комиксов из 6 выпусков, опубликованная в 2003 году  издательством «Marvel Comics». Написана и нарисована Джимом Старлином, напечатана Алом Милгромом. Эта серия в мягкой обложке называлась Танос: Конец.

## Сюжет
Сердце Вселенной — источник огромной энергии, впервые обнаруженный тысячелетия назад группой инопланетных исследователей. Научившись им пользоваться, они назвались «Небесным Порядком» и с помощью нового могущества решили попытаться силой принести мир во вселенную, назначая существ, которых они считали достойными управлять с помощью силы Сердца определёнными секторами вселенной. Порядок назначил древнего египетского фараона Эхнатона своим агентом на Земле. 
Однако, власть развратила Эхнатона, который прибыл в настоящее время и использовал силу Сердца для завоевания мира, убив большинство земных героев. Злодей Доктор Дум попытался с помощью путешествия во времени убить Эхнатона пока он был ещё человеком, но последний сумел предотвратить это. Титан Танос, осознавший могущество Сердца, собрал последних героев, включая Защитников и Капитана Марвела, чтобы напасть на Порядок. Таносу удалось разрушить механизм, позволяющий Порядку направлять силу Сердца, после чего он впитал всю его мощь в себя. Используя силу Сердца, Танос отправился назад во времени и уничтожил Небесный Порядок прежде, чем они обнаружили Сердце Вселенной, а затем убил Эхнатона, который прибыл помешать Думу убить себя в прошлом. 
Однако, соприкосновение с Сердцем Вселенной открыло Таносу, что во вселенной есть существенный изъян, который скоро погубит её и который нельзя исправить даже с помощью Сердца. Через некоторое время Живой Трибунал собирает большинство могущественных космических сущностей (среди которых Вечность, Бесконечность, Смерть, Галактус и Небожители), чтобы остановить Таноса. Несмотря на их кажущееся всемогущество, космические сущности оказались бессильны, поскольку Танос, поглотивший Сердце Вселенной, не просто обрёл новые способности - как в то время, когда он владел Перчаткой Бесконечности, а фактически стал одним целым со всем и со всеми; даже Живой Трибунал был не больше, чем «частью» Таноса. Тем не менее, остаётся не ясным, был ли это истинный Живой Трибунал или одно из его проявлений, поскольку последний, предположительно, существует вне каких-либо существ и артефактов в любой вселенной. 
В конце концов, Танос узнал, что единственный способ исправить дефект вселенной — уничтожить её и построить заново. От попытки космических сил положить конец его царствованию, Танос окончательно впал в безумную ярость и в один роковой миг решил поглотить всю вселенную, чтобы таким образом положить конец всем притязаниям на его трон. Танос сумел с помощью Сердца впитать космических сущностей в себя, попутно поглотив всю мультивселенную. 
Космический герой Адам Уорлок, находившийся за пределами пространственно-временного континуума, в то время, пока Танос поглощал вселенную, появился перед Таносом и объяснил тому, что к чему. Адам убедил Таноса принести себя в жертву, ради восстановления вселенной. Леди Смерти, которую Танос очень долго любил, также удалось сбежать. Она потрепала Таноса за щеку и поцеловала его, чтобы укрепить его решимость, и тотчас исчезла в пустоте космического пространства, оставив Таноса, охваченного благоговением. Немного поразмыслив, он понял, что весь этот сценарий был замыслом высшей силы для исправления того самого вселенского дефекта. Тогда Танос восстановил вселенную, но стёр самого себя из бытия. Об этой жертве помнит только Уорлок.

## Дополнительно
Главный редактор Марвел Том Бревурт написал в своём блоге, что «Marvel: The End» (и остальные выпуски «The End») ни в коем случае нельзя считать частью официальной хронологии Marvel.